# Karl Friedrich Leonhardt
Karl Friedrich Leonhardt (* 11. März 1882 in Linden; † 15. Juni 1940 in Hannover) war ein deutscher Archivar, Historiker, Autor und Direktor des Stadtarchivs Hannover.
Leonhardt gilt bis heute als der beste Kenner der hannoverschen Topographie und der Genealogie Hannovers. Er begründete die Neue Folge (NF) der Hannoverschen Geschichtsblätter (HG) und war Vorsitzender des Heraldischen Vereins „Zum Kleeblatt“, Trägerverein der Niedersächsischen Wappenrolle.

## Familie

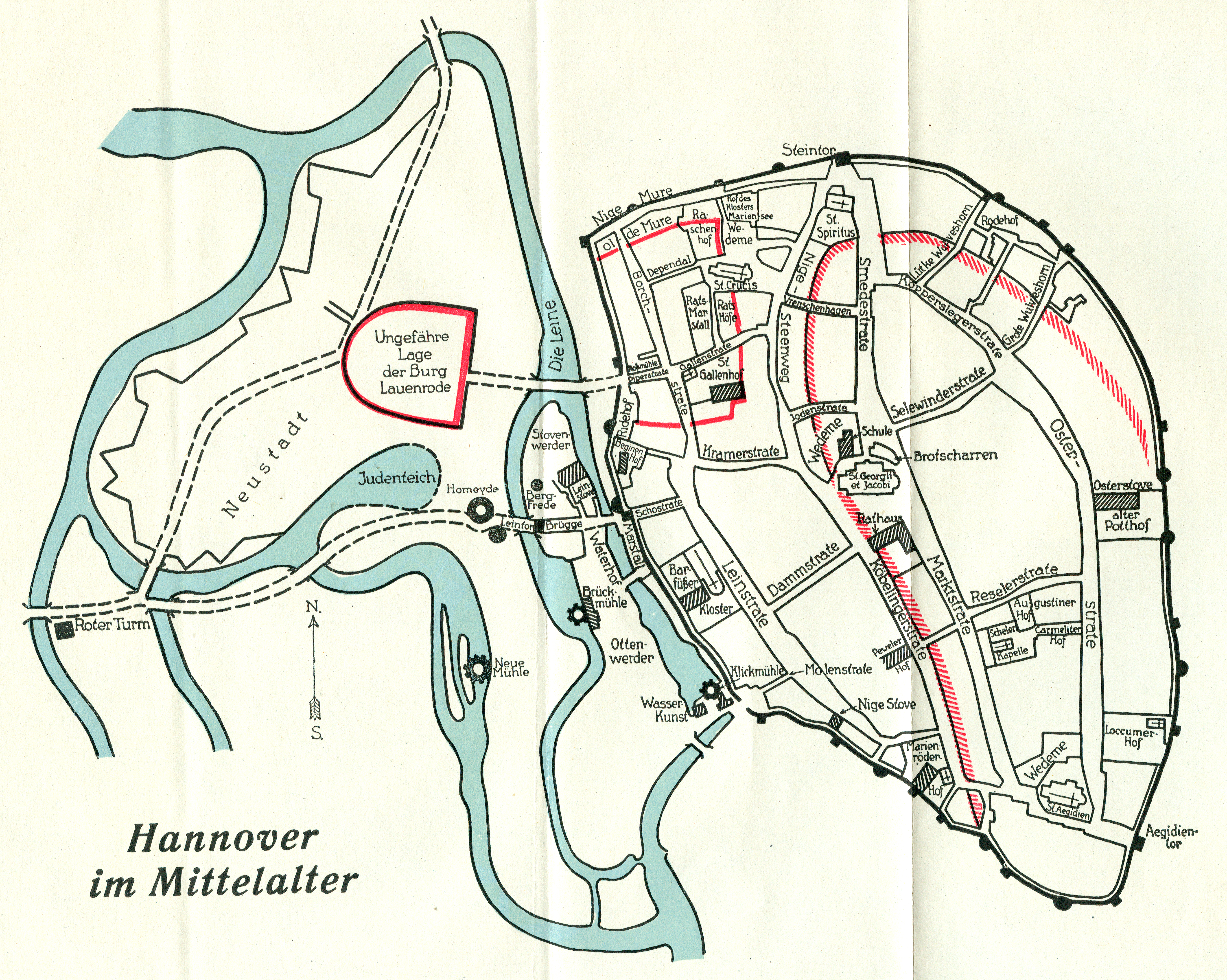
Stadtplan Hannover als Skizze „Hannover im Mittelalter“;
1924 von Karl Friedrich Leonhardt in seinem Artikel „Straßen und Häuser im alten Hannover“ in den Hannoverschen Geschichtsblättern

Karl Friedrich Leonhardt war der Ur-Enkel des Verlegers Friedrich Bernhard Culemann und Enkel des Unternehmers, Politikers und Kunstsammlers Friedrich Culemann. Er war der Sohn von Karl-Moritz Leonhardt, eines bei der Lindener Mechanischen Weberei tätigen Kaufmanns, der 1886 die Culemann’sche Druckerei, die 1799 gründet wurde, von seinem verstorbenen Schwiegervater übernahm.

## Werdegang

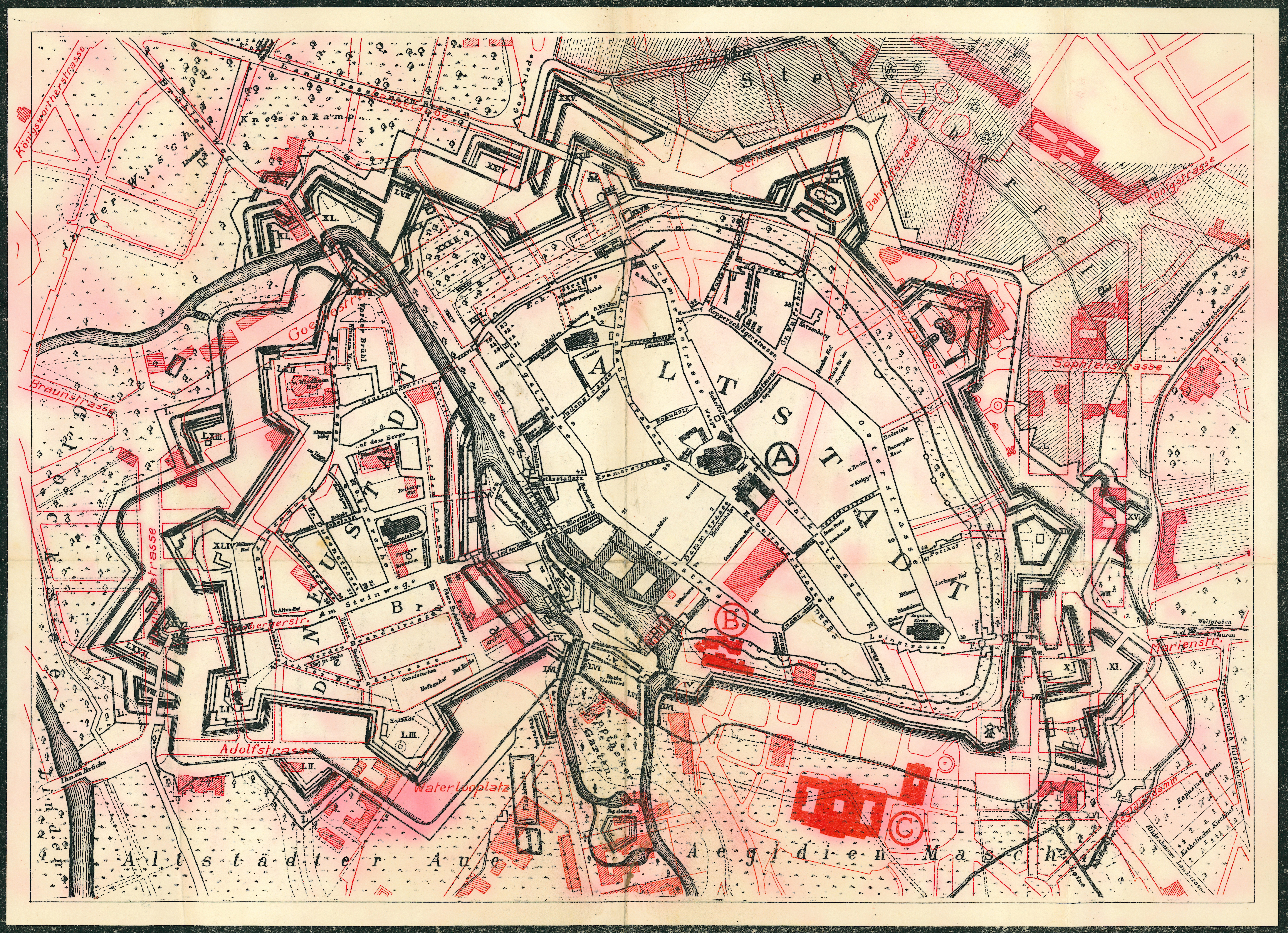
„Umgebung der Altstadt Hannover“, Stadtplan Hannover unter anderem mit den Straßenführungen und bedeutenden Gebäuden um 1300 bis um 1900

Karl Friedrich Leonhardt schloss 1901 das Lyceum I (Ratsgymnasium) in Hannover mit dem Abitur ab. Nachdem er anfangs Rechtswissenschaften studiert hatte, wechselte er in die Fächer Geschichte, Archäologie und Kunstgeschichte in Göttingen, Berlin, Leipzig und Heidelberg. 1912 promovierte er.
Ab Herbst 1919 arbeitete Leonhardt zunächst im Unternehmen seines Vaters und wurde 1923 dessen kaufmännischer Leiter.
Unter dem Hauptschriftleiter Paul Siedentopf tätigte Leonhard die Zusammenstellung des Bildmaterials für Das Buch der alten Firmen der Stadt Hannover im Jahre 1927, das im Jubiläums-Verlag Walter Gerlach in Leipzig erschien.
Als Nachfolger von Otto Jürgens wurde Leonhardt am 1. April 1929 Leiter des Stadtarchivs Hannover, um schon am 15. Juni des Jahres zum Archivdirektor ernannt zu werden.
Leonhardt erstellte unter anderem eine Karte als Ausschnitt des Stadtplans Hannover, reduziert auf das Gebiet um die Altstadt und die Calenberger Neustadt mit den historischen Straßenführungen ab dem Jahr 1300 und – durch Rotzeichnung hervorgehoben – den Straßenverläufen sowie wichtigen Gebäudeumrissen um das Jahr 1900.

## Publikationen
- Edition des ältesten Bürgerbuchs „Liber burgensium“[3] (1301–1549) der Stadt Hannover (1933) als Einleitung der "Quellen und Darstellungen zur Bevölkerungskunde der Stadt Hannover"
- Straßen und Häuser im alten Hannover. In: Hannoversche Geschichtsblätter 27 (1924) und 29 (1926)
- Gemeinsam mit Paul Siedentopf: Das Buch der alten Firmen der Stadt Hannover im Jahre 1927, Jubiläumsverlag Walter Gerlach, Leipzig 1927 (Link zum Digitalisat in der Technischen Universitätsbibliothek Hannover)
- Karten zur Entwicklungsgeschichte der Stadt Hannover, 1933 (als Lieferung zum Niedersächsischen Städteatlas)
- Die Anfänge Hannovers und die Calenberger Neustadt. In: Hannoversche Geschichtsblätter 30 (1927)
- Hannovers Einwohnerschaft vor 500 Jahren, in HG NF 4 (1937)
- Die geologisch-geographische Entwicklung der Vorstadt Hannovers. In: HG NF (Sonderheft 1941)